# Pontang Legon
Pontang Legon is een bestuurslaag in het regentschap Serang van de provincie Banten, Indonesië. Pontang Legon telt 2398 inwoners (volkstelling 2010).